# Фредерик Бегбеде
Фредерик Бегбеде (на френски: Frédéric Beigbeder) е френски писател.

## Биография и творчество
Фредерик Бегбеде е роден на 21 септември 1965 г. в Ньой сюр Сен. Произлиза от буржоазно семейство. Майка му Кристин дьо Шастенер е преводач на романи от стила на Барбара Картланд. Баща му Жан-Мишел Бегбеде (Jean-Michel Beigbeder) работи в трудова агенция за набиране на висши кадри. Има брат Шарл който се занимава с бизнес.
Фредерик Бегбеде е учил в престижните парижки лицеи „Монтен“ и „Луи льо Гран“. После се дипломира от престижния парижки Институт за политически науки. Приключва своето образование с диплома по маркетинг в специализирано училище за журналистика и комуникации.
През 1990 г. публикува първия си роман „Мемоари на един откачен младеж“. В професионален план става член на рекламна агенция в Париж. Работи паралелно в областта на литературната критика в големи френски списания (Elle, Paris Match, VSD, Voici) и по парижкия кабелен канал „Paris Première“.
През 1994 г. издава втория си роман „Почивка в кома“. Същата година създава литературната награда le prix de Flore (наградата Флор) по името на известно парижко кафе. С тази награда се удостояват известни съвременни франкофонски писатели като Мишел Уелбек (1996 г.) и Амели Нотомб (2007 г.).
През 1997 г. романът „Любовта трае три години“ завършва цикъла за героя Марк Мароние.
През 1999 г. излиза сборникът новели „Разкази под екстази“.
През 2000 г. публикува най-известния си роман „9,99 лв“. („99 francs“, преименуван по-късно на „14,99 euros“, а после на „6,20 euros“). Тази творба е ярка критика на света на рекламния бизнес и е причина да бъде уволнен от фирмата, в която работи. „9,99 лв“. е продаден в повече от 380 000 екземпляра по света.
След това Бегбеде става водещ на собствено литературно предаване – „Книгите и аз“ (Des livres et moi) – по парижкия кабелен канал „Paris Première“.
През началото на 2003 г. Бегбеде е назначен за издател в издателската къща „Фламарион“ (Flammarion). До лятото на 2006 г. редактира около 25 книги преди да напусне.
Последните му романи са: „Windows on the world“ (2003 г., получил френската литературна награда Interallié), „Егоистът романтик“ („L'égoïste romantique“, 2005 г.) и „Помощ, прощавайте“ („Au secours pardon“, 2007 г.).
Към края на 2007 г. във Франция излиза филмът „99 франка“ („99 francs“) по книгата на Бегбеде. Главната роля на героя от романа изпълнява Жан Дюжарден.
През януари 2008 г. Бегбеде е арестуван за притежание и консумация на кокаин в Париж, но бързо излиза на свобода.

## Семеен живот
Фредерик Бегбеде е разведен и има дъщеря на име Клое. От 2004 г. до 2007 г. има връзка с Лора Сме, френска киноактриса и дъщеря на известния певец Джони Холидей и актрисата Натали Бай.

### Романи
- Mémoire d'un jeune homme dérangé (1990)
Мемоари на един откачен младеж, София: „Пулсио“, 2007, 139 с.
- Vacances dans le coma (1994)
Почивка в кома, прев. Георги Ангелов. София: Колибри, 2010, 152 с. ISBN 978-954-529-778-6
- L'amour dure trois ans (1997)
Любовта трае три години, София: Пулсио, 2004, 200 с. ISBN 954-91389-4-1
Любовта трае три години, прев. Красимир Петров. София: Колибри, 2014, 192 с. ISBN 978-619-150-266-0
- 99 francs (14,99 euros) (2000)
9,99 лв., София: Пулсио, 2003, 256.
- Windows on the World (2003) – литературна награда
Прозорци към света, София: Пулсио, 2005, 268 с.
- L'Égoïste romantique (2005)
Романтичният егоист, прев. Красимир Петров. София: Пулсио, 2010, 357 с.
- Au secours pardon (2007)
Помощ, простете, прев. Георги Ангелов. София: Колибри, 2013, 184 с. ISBN 978-619-150-106-9
- Un roman français (2009) – награда „Ренодо“
- Oona et Salinger (2014)
Уна & Селинджър, изд.: ИК „Колибри“, София (2015), прев. Георги Ангелов
- Une vie sans fin (2018)

### Новели
- Barbie (1998)
- Nouvelles sous ecstasy – разкази(1999)
Разкази под екстази, изд. София: Пулсио, 2004.

### Есета
- Dernier inventaire avant liquidation (2001)
- Premier bilan après l'Apocalypse (2011)
Първа равносметка след апокалипсиса, прев. Росица Ташева. София: Колибри, 2013, 376 с. ISBN 978-619-150-165-6